# Машина времени (фильм, 1960)
«Машина времени» (англ. The Time Machine) — американский художественный фильм, поставленный режиссёром Джорджем Палом по мотивам одноимённого романа Герберта Уэллса. Джин Уоррен и Тим Баар получили премию «Оскар» за лучшие визуальные эффекты за замедленные фотографические эффекты, которые показывают, как мир быстро меняется по мере того, как путешественник во времени перемещается в будущее.

## Сюжет
Рождество 1899 года. Изобретатель Джордж накануне нового века демонстрирует своим друзьям своё изобретение — машину времени. Его теорию о «четвёртом измерении» коллеги встречают скептически, поскольку не верят в путешествия во времени. Лишь лучший друг детства Дэвид Филби, сентиментальный, религиозный семьянин и владелец соседнего магазина одежды, от души сочувствует Джорджу, напоминая ему, однако, о греховности его смелых замыслов.
Когда друзья расходятся по домам праздновать приход нового года, Джордж садится за рычаги своего изобретения с целью подтвердить свою теорию. Так начинается его путешествие, которое окажется приключением целой жизни…
Сначала машина переносит изобретателя из 1899-го в 1917 год. Он выходит на улицу, замечая, что его дом пуст и заколочен, а на ограде висит доска, указывающая, что это частное владение, вход в которое посторонним запрещён. На улице Джордж видит незнакомые ему автомобили и замечает у соседнего здания молодого сына Дэвида Филби Джеймса в военной форме. По ошибке приняв его за отца, он горячо здоровается с ним, но тут же узнаёт, что Дэвид погиб на фронте, поскольку идет Первая мировая война. Джеймс сообщает изобретателю, что после таинственного исчезновения последнего отец стал опекуном всего его имущества и, искренне веря в возвращение друга, распорядился сохранить его дом, так и не позволив выставить его на торги.
Путешественник огорчается и возвращается к своей машине. Следующая его остановка происходит во время Второй мировой войны, он видит вспышки зенитных залпов, заградительные аэростаты и самолёты, и понимает, что это уже новое кровопролитие. Внезапно в его жилище попадает немецкая бомба, и он едва успевает нажать на рычаги, чудом избегнув гибели. Остановив машину в 1966 году, он снова встречает Джеймса, сильно постаревшего. Но поговорить они не успевают, поскольку тот, надев защитный костюм, спешит в бомбоубежище, как и все кругом, под пронзительный звук сирены. Начинается ядерная бомбардировка, которая вызывает вулканическое извержение, и город погибает…
Напуганный Джордж снова едва успевает запустить свою машину. Он наблюдает, как проходит новый каменный век и ждёт, когда он закончится. Когда, наконец, он останавливается, на табло высвечивается 802 701 год. Джордж решается выйти наружу и изучить мир, в котором очутился. Он предусмотрительно вытаскивает из машины рычаг и оставляет её возле возвышающейся над входом в подземелье статуей белого сфинкса. Вдалеке он видит полуразрушенное здание заброшенного музея и направляется к нему. Поднявшись по ступенькам, он видит столы с фруктами, но не находит ни единой живой души. Продравшись сквозь густые заросли экзотических растений и прекрасных, но незнакомых цветов, он выходит к реке, где, наконец, находит людей.
Выясняется, что в эту отдалённую эпоху Земля населена пассивными элоями, которые, подобно растениям или домашним животным, ведут беззаботное существование, завися во всём от мрачных подземных существ с горящими глазами — морлоков. Беспечные элои не проявляют к путешественнику никакого интереса. Более того, когда одна из девушек, красавица Уина, начинает тонуть в реке, никто не откликается на её просьбы о помощи, и Джорджу приходится броситься в стремнину самому. Вытащив Уину, он тщетно пытается расспросить её о жизни элоев, и даже когда она ведёт его в вышеназванное здание и они усаживаются за трапезу, никто из присутствующих не может сказать ему ничего вразумительного.
Услышав про книги, один их мужчин-элоев отводит Джорджа в бывшую библиотеку, но все фолианты там давно истлели и обратились в пыль. Расположенная к изобретателю Уина показывает ему странные звукозаписывающие устройства — «говорящие кольца» — на которых сохранились радиосообщения прошедших времён, в том числе эпохи ядерной войны. Из них Джордж узнаёт, что после последней часть людей, спасаясь от радиации, осталась жить под землёй, ослепнув и одичав, а другая осталась на очистившейся, в конце концов, поверхности, деградировав умственно. Это наталкивает Джорджа на грустные мысли, и он спешно возвращается к месту, где оставил свою машину. Однако последняя исчезла, и Джордж приходит в ужас. Начинает темнеть, в близлежащих кустах он слышит шорохи. Джордж смело подходит и обнаруживает там свою подругу Уину. Он разводит костёр, который та явно видит впервые в жизни. Из кустов появляются отвратительные существа и хватают девушку, но изобретателю удаётся отбить её с помощью зажжённых спичек.
Наутро путешественник во времени собирается через вентиляционную шахту спуститься в подземелье, где обитают морлоки. Когда он начинает спускаться, попрощавшись с Уиной и пообещав вернуться, слышится неистово громкий сигнал, похожий на сирену, который гипнотизирует всех элоев. Они, как по команде, направляются к статуе белого сфинкса, под которым открываются двери, принимающие «гостей». Джордж, отложив свой спуск, пытается остановить элоев, но не успевает спасти свою подругу, и двери под пьедесталом закрываются. Тогда он возвращается к шахте и проникает через неё в подземелье. Спустившись, Джордж находит залежи человеческих останков и делает страшное открытие. Обеспечивающие элоев всем необходимым морлоки периодически заманивают их под землю с помощью сирены, а затем поедают их как домашний скот. Он обнаруживает работающие машины и видит ужасных морлоков, которые хлыстами гонят элоев в одно из помещений.
Джордж выхватывает из толпы Уину, вступив в неравную схватку с морлоками. Он пытается отпугнуть их огнём, которого они очень боятся, но противников слишком много, и один из морлоков начинает его душить. Наконец, в одном из загипнотизированных мужчин-элоев просыпаются человеческие инстинкты, и он, что-то вспомнив, сжимает пальцы в кулак, бьёт морлока по голове и спасает этим путешественника. В бой ввязываются и другие элои, которые устраивают в подземелье пожар, а сами спасаются, вылезая через шахту. Поднявшись на поверхность, элои по совету Джорджа бросают в шахту ветки сухих деревьев, чтобы поддержать горение, а потом отходят подальше. Происходят взрывы, всё рушится, и элои ликуют, празднуя победу над каннибалами.
Сидя у реки, Джордж разговаривает с Уиной, как вдруг его отвлекают, и он замечает в распахнувшемся под сфинксом входе свою машину времени. Радуясь, он зовёт с собой Уину. Однако, после того, как Джордж входит в подземелье, двери закрываются, и оставшиеся в живых морлоки пытаются его убить. Он слышит крики оставшейся снаружи Уины. Путешественнику удаётся отбиться от врагов и запустить свою машину, после чего он вновь отправляется в будущее. Но, наблюдая за быстрым разложением лежавшего перед машиной времени трупа морлока, Джордж решает, что пора возвращаться домой. После запуска машины в обратном направлении он оказывается, наконец, на том же месте, где начал своё путешествие, только на несколько дней позже и на несколько метров дальше, за пределами разрушившейся стены дома во дворе.
За столом Джордж рассказывает друзьям о своём путешествии, но они относятся к его рассказу скептически. В качестве доказательства он показывает сведущему в ботанике Дэвиду неизвестный науке цветок, который Уина подарила ему в далёком будущем. Он провожает друзей и вновь запускает свою машину, чтобы вернуться к девушке, которую полюбил. Филби замечает, что Джордж пытается снова пуститься в путешествие во времени, но не успевает его остановить. Он лишь замечает следы полозьев от машины на снегу. Экономка Джорджа миссис Уотчетт замечает, что Джордж забрал с собой из шкафа всего три книги. Филби сообщает ей, что его друга, вероятно, ждут в будущем нерешённые важные дела и задаётся вопросом, какие книги взяла бы вместо него миссис Уотчет, а затем уходит…

## В ролях
| Актёр           | Роль                      |
| --------------- | ------------------------- |
| Род Тейлор      | Джордж                    |
| Алан Янг        | Дэвид Филби, Джеймс Филби |
| Иветт Мимьё     | Уина                      |
| Себастьян Кабот | доктор Филипп Хайлер      |
| Том Хелмор      | Энтони Брайдуэлл          |
| Уит Бисселл     | Уолтер Кемп               |
| Дорис Ллойд     | Миссис Уотчетт            |

## Производство
В 1955 году продюсер и режиссёр Джордж Пал, который ранее снял фильм по роману Герберта Уэллса «Война миров», обратился к писателю Дэвиду Дункану, предложив ему написать сценарий для фильма по другому роману Уэллса — «Машина времени». Дункан выполнил заказ, существенно дополнив сюжет книги дополнительными приключениями героя в будущем. В его сценарии отразились как научные представления, так и ведущие социальные идеи конца 1950-х годов, а также сложившаяся в условиях холодной войны неблагоприятная международная обстановка.
Главную роль в фильме исполнил Род Тейлор, который также читал текст за кадром.

## Премии и номинации
- Премия «Оскар» 1961 года в номинации «Лучшие спецэффекты»[6];
- Номинация на премию Хьюго (1961).